# Agelasta balteata
Agelasta balteata es una especie de escarabajo longicornio de la subfamilia Lamiinae. Fue descrita científicamente por Pascoe en 1866.
Se distribuye por China, Indonesia, Laos y Malasia. Posee una longitud corporal de 9-17 milímetros. El período de vuelo de esta especie ocurre en los meses de abril, mayo, junio, julio y agosto.